# Electricidad
Electricidad é o segundo álbum de estúdio da dupla de cantores mexicanos Jesse & Joy. Foi gravado em 2008 e lançado originalmente em 15 de setembro de 2009. O álbum possui quatro singles: "Electricidad", "Adiós", "Chocolate" e "Si Te Vas".

## Faixas
| N.º | Título             | Compositor(es) | Duração |  |
| 1.  | "Electricidad"     | Jesse & Joy    | 4:04    |  |
| 2.  | "Adiós"            | Jesse & Joy    | 4:09    |  |
| 3.  | "Chocolate"        | Jesse & Joy    | 4:08    |  |
| 4.  | "Si Te Vas"        | Jesse & Joy    | 3:54    |  |
| 5.  | "Nuevo Día"        | Jesse & Joy    | 4:46    |  |
| 6.  | "Nada Es Mejor"    | Jesse & Joy    | 3:16    |  |
| 7.  | "Una y Otra Vez"   | Jesse & Joy    | 4:00    |  |
| 8.  | "Invisible"        | Jesse & Joy    | 3:39    |  |
| 9.  | "Es Amor"          | Jesse & Joy    | 4:21    |  |
| 10. | "Por Siempremente" | Jesse & Joy    | 4:17    |  |
| 11. | "Quédate"          |                |         |  |

| Bonus track Versión |                              |                |         |  |
| N.º                 | Título                       | Compositor(es) | Duração |  |
| 12.                 | "Sublime (Bonus track)"      | Jesse & Joy    | 2:35    |  |
| 13.                 | "10 Mil Vidas (Bonus track)" | Jesse & Joy    | 3:44    |  |
| 14.                 | "Sublime (Bonus track)"      | Jesse & Joy    | 4:03    |  |
| 15.                 | "Adiós (Videoclipe)"         | Jesse & Joy    | 4:03    |  |
| 16.                 | "Electricidad (Videoclipe)"  | Jesse & Joy    | 4:03    |  |

## Electricidad Tour
Para promover o álbum, Jesse & Joy começaram a tocar em um concerto na cidade de Houston, Texas em 25 de setembro e também em Nova York, no Webster Hall, junto com Kinky em 30 de setembro.
A tour também tem apresentações no México, nos Estados Unidos, na Espanha, na América Central e na América do Sul.

## Paradas

### Álbum
| Lista              | Posição |
| ------------------ | ------- |
| Latin Pop Albuns   | 3       |
| Latin Albuns       | 14      |
| Heatseekers Albuns | 22      |
| Top 100 México     | 21      |

### Singles
| Título    | Posição | Posição    | Posição           |
| Título    | Latino  | Pop Latino | Chile Top Singles |
| --------- | ------- | ---------- | ----------------- |
| Adiós     | 13      | 3          | 8                 |
| Chocolate | —       | 29         | 14                |

### Certificações
| País (fornecedor) | Certificações   |
| ----------------- | --------------- |
| México AMPROFON   | Ouro (+ 55,000) |